# 穆罕默杜·伊素福
穆罕默杜·伊素福（法語：Mahamadou Issoufou；1952年1月1日—）是尼日尔一位政治家，豪萨族。1993年尼日尔举行首次多党派选举，他参与总统的竞选，但在首轮投票中失败。第二轮投票中支持民主和社会大会-拉哈马候选人马哈曼·奥斯曼，奥斯曼最终赢得选举，成为尼日尔第一个民选总统。伊素福被任命为总理。后又多次参加尼日尔总统竞选，但都没成功，直至2011年總統選舉成功當選，2016年總統選舉成功連任。曾擔任尼日尔争取民主和社会主义党主席。